# 187276 Meistas
187276 Meistas este un asteroid din centura principală de asteroizi.

## Descriere
187276 Meistas este un asteroid din centura principală de asteroizi. A fost descoperit pe 8 octombrie 2005 la Moletai de Kazimieras Černis și Justas Zdanavičius. Asteroidul prezintă o orbită caracterizată de o semiaxă mare de 2,79 ua, o excentricitate de 0,13 și o înclinație de 4,3° în raport cu ecliptica.